# Kronämter des Königreichs Bayern

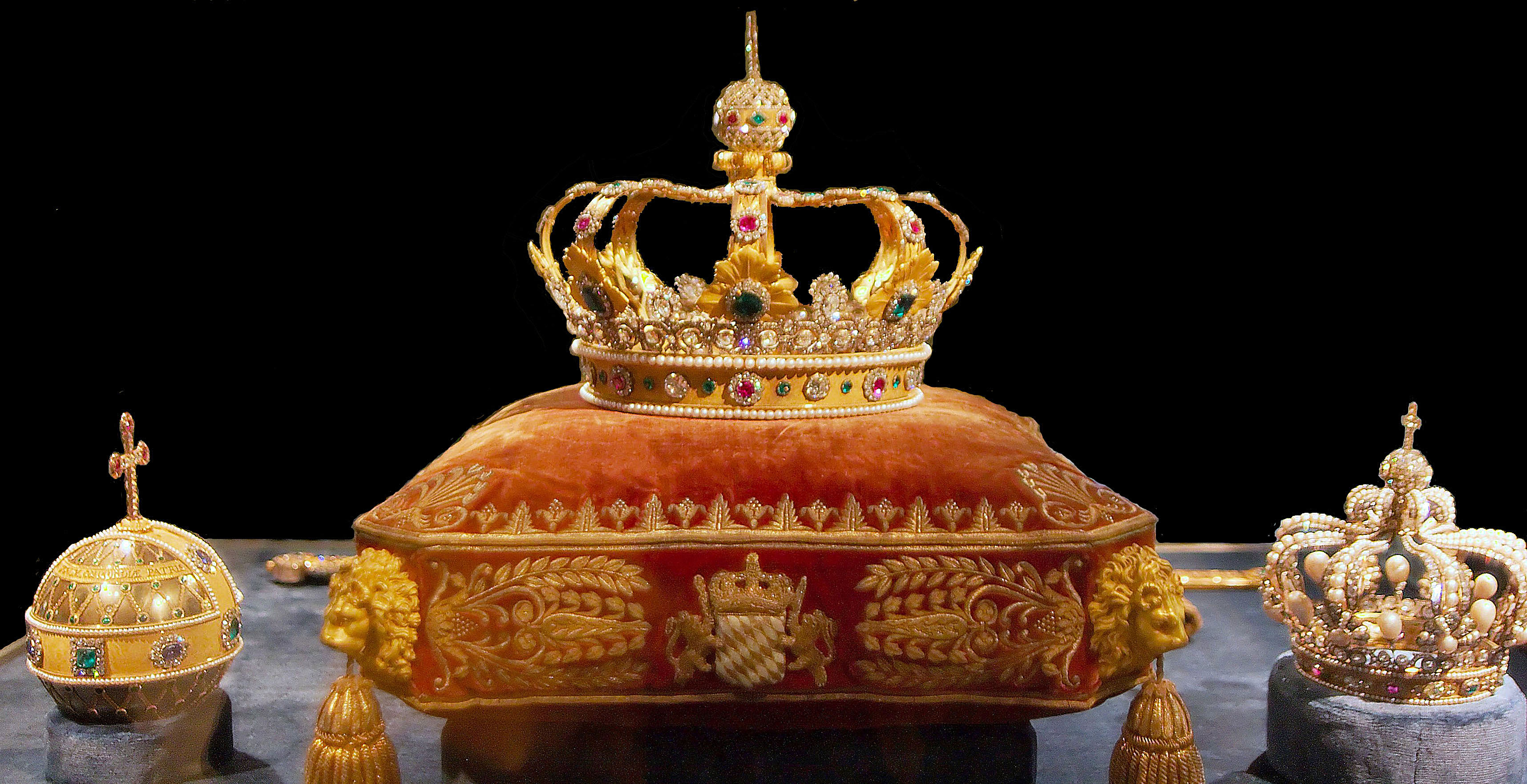
Die Krone des Königreichs Bayern in der Schatzkammer der Münchner Residenz, links der Reichsapfel, rechts die Königinnenkrone, dahinter das Königsschwert

Die Kronämter des Königreichs Bayern waren von 1806 bis 1918 die höchsten Würden des Königreichs Bayern.
Die Bayerischen Konstitution von 1808 schrieb in § 10 des zweiten Teils die Schaffung der vier Kronämter vor: das Kronobersthofmeisteramt, das Kronoberstkämmereramt, das Kronoberstmarschallamt und das Kronoberstpostmeisteramt. Sie stattete die Kronämter mit dem Recht aus, an den Sitzungen des geheimen Rates teilzunehmen. Zudem sollte im Falle des Fehlens eines volljährigen Agnaten der erste Kronbeamte des Reiches die Reichsverweserschaft übernehmen.
Mit der Allerhöchsten Verordnung vom 28. Juli 1808 wurden von König Maximilian I. Joseph die Kronämter ausgestaltet. Sie sollten als Mannlehen entweder auf die Lebenszeit oder als erbliches Lehen verliehen werden und im Rang unmittelbar nach den Staats- und Konferenzministern stehen. Zu ihren politisch relevanten Rechten gehörte der Zugang zum königlichen Familienrat und zum Geheimen Rat. Gemäß Titel V, § 1 der Bayerischen Verfassung von 1818 wurden die Kronbeamten zudem Mitglieder der ersten Kammer in der Ständeversammlung.
Daneben hatten sie eine Reihe von Ehrenvorrechten inne: So verwahrten sie jeweils einen Teil der Reichsinsignien (Krone: Kronobersthofmeister, Szepter: Kronoberstkämmerer, Schwert: Kronoberstmarschall, Reichsapfel: Kronoberstpostmeister) und hatten protokollarische Ehrendienste zu verrichten (Kronobersthofmeister: oberste Polizei bei Feierlichkeiten, Kronoberstkämmerer: Einführung feierlicher Deputationen beim König, Kronoberstmarschall: Überbringung der königlichen Anweisungen über öffentliche Feierlichkeiten, Kronoberstpostmeister: Oberaufsicht bei feierlichen Zügen und Ausfahrten). Dabei wurden sie jeweils von den Obersten Hofbeamten unterstützt und bei Abwesenheit vertreten.

## Amtsinhaber

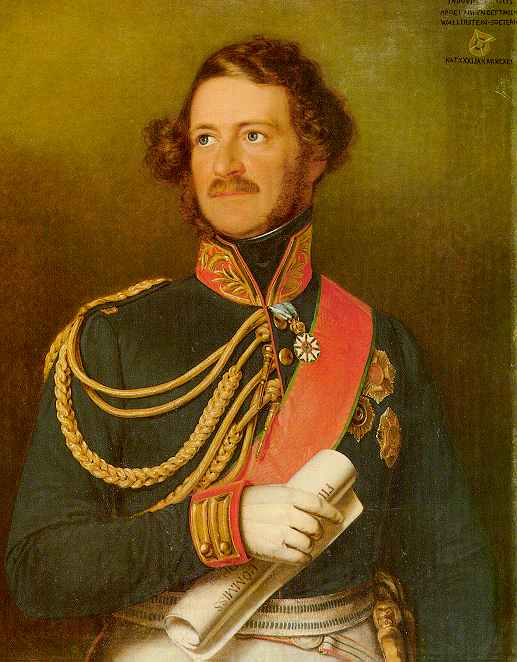
Ludwig Fürst zu Oettingen-Wallerstein, Kronobersthofmeister 1808–1849

Nur das Kronoberstpostmeisteramt wurde als erbliches Lehen an die Familie Thurn und Taxis gegeben. Die anderen Kronämter waren immer wieder längere Zeit unbesetzt.

### Kronobersthofmeister
- Ludwig Kraft Ernst Fürst von Oettingen-Wallerstein 1808–1849
- Otto Karl Fürst zu Oettingen-Spielberg 1855–1882
- Franz Albrecht Fürst zu Oettingen-Spielberg 1882–1916
- Ernst Fürst zu Oettingen-Spielberg 1916–1918

### Kronoberstkämmerer
- Anselm Maria Fugger von Babenhausen 1808–1821
- Alois III. zu Oettingen-Spielberg 1821–1848
- Chlodwig zu Hohenlohe-Schillingsfürst 1868–1901
- Friedrich Carl zu Castell-Castell 1918

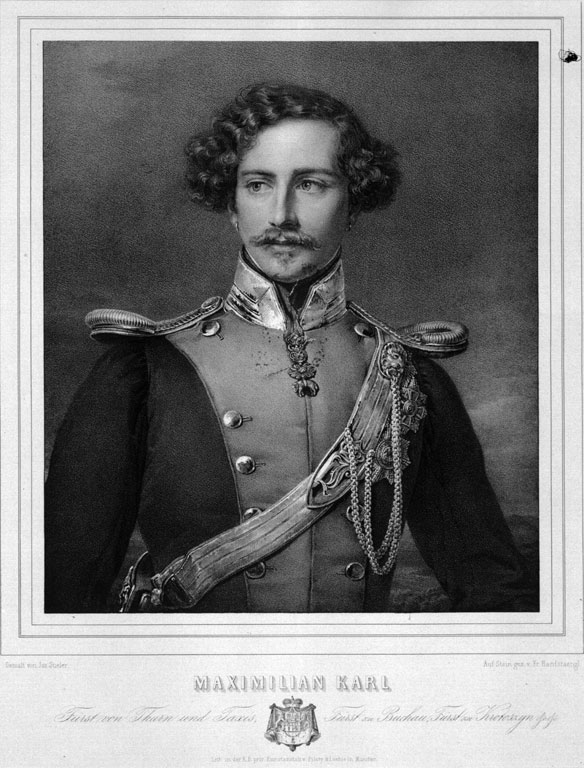
Fürst Maximilian Karl von Thurn und Taxis, Kronoberstpostmeister 1827–1871

### Kronoberstmarschall
- Franz Joseph Fürst zu Hohenlohe-Schillingsfürst 1808–1811
- Leopold Fürst Fugger von Babenhausen 1868–1885
- Carl Ernst Fürst Fugger von Glött 1918

### Kronoberstpostmeister
- Karl Alexander von Thurn und Taxis 1808–1827
- Maximilian Karl von Thurn und Taxis 1827–1871
- Maximilian Maria von Thurn und Taxis 1871–1882
- Albert von Thurn und Taxis 1882–1918